# Dainichi-ji (Tokushima)

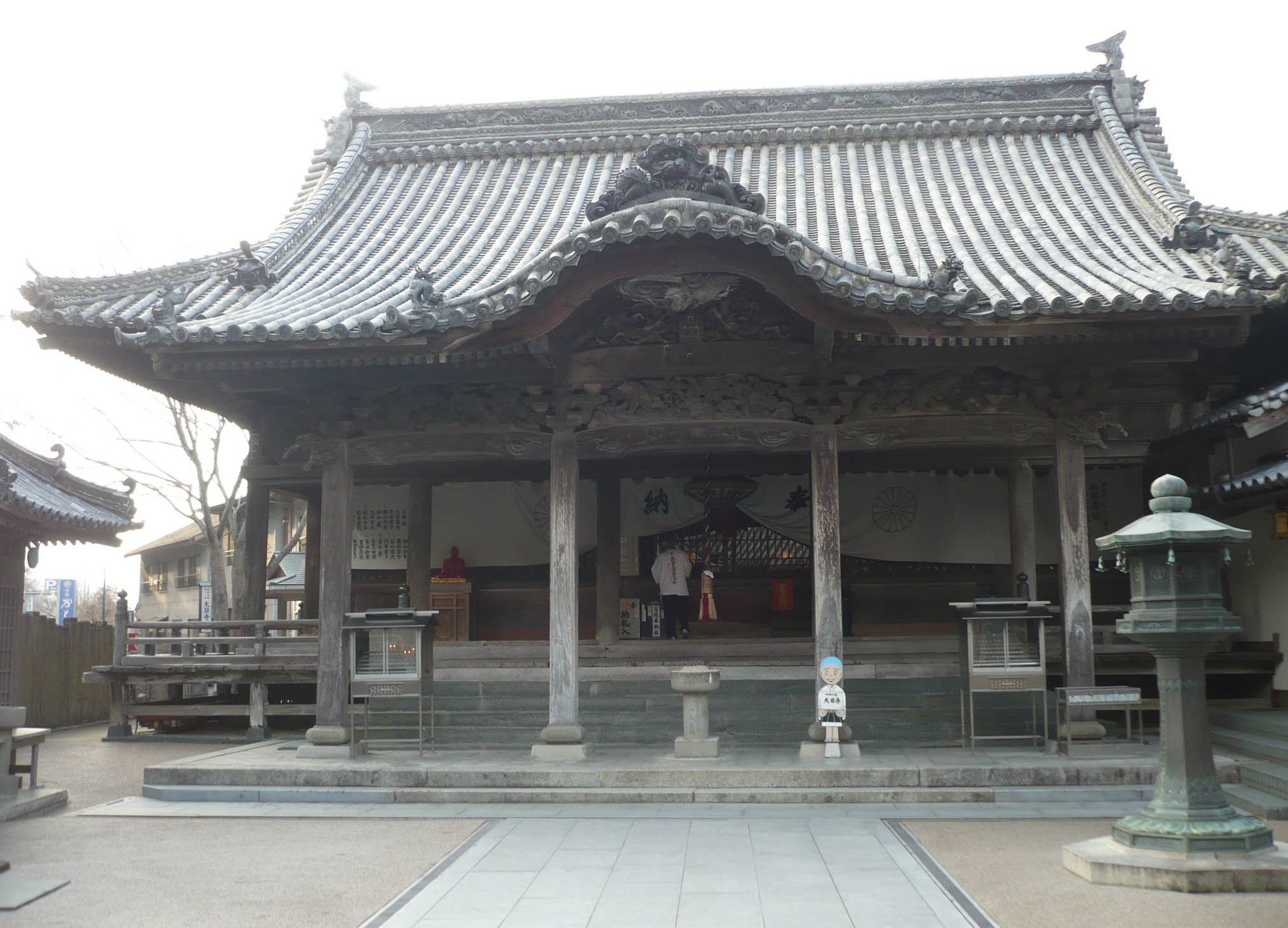
Haupthalle

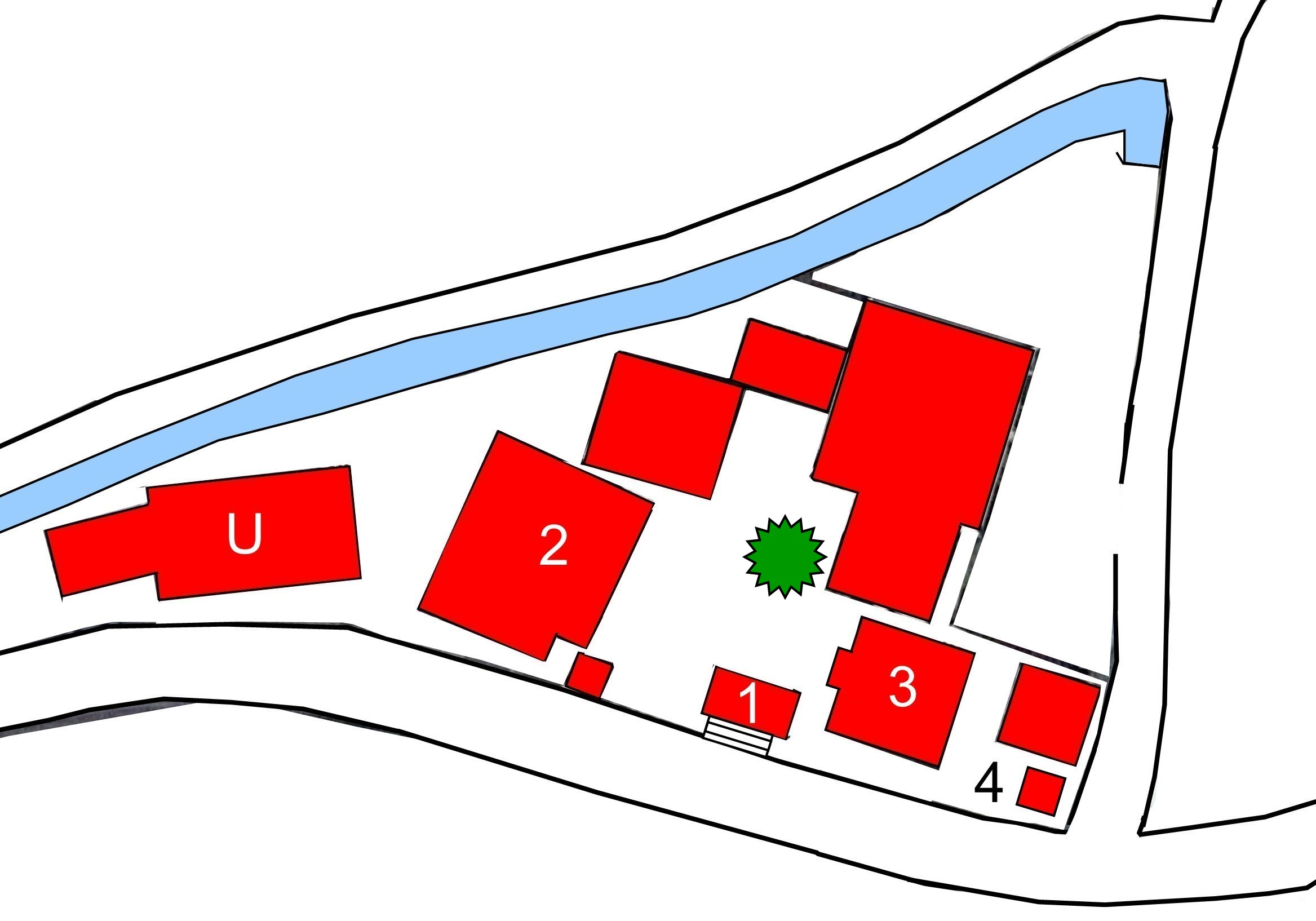
Plan des Tempels (s. Text)

Der Dainichi-ji (japanisch 大日寺) mit den Go Ōgurizan (大栗山) und Kazōin (花蔵院) in der Stadt Tokushima ist ein Tempel des Shingon-Buddhismus. In der traditionellen Zählung ist er der 13. Tempel des Shikoku-Pilgerwegs.

## Geschichte
Priester Kūkai soll an dieser Stelle die Vision gehabt haben, der Dainichi-Buddha sei von purpurfarbenen Wolken begleitet hier herabgestiegen. Kūkai schnitzte daraufhin sofort eine Statue des Dainichi, die hier aufgestellt wurde.
Während der kriegerischen Auseinandersetzungen der Tenshō-Ära (1573–1592) wurde der Tempel zerstört. In der Edo-Zeit ließ der dritte Fürst der die Gegend regierenden Hachisuka, Hachisuka Mitsutaka (蜂須賀光隆; 1630–1666), die Haupthalle wieder aufbauen. Als gegenüber der Ichinomiya-Schrein errichtet wurde, wurde der Dainichi-ji zeitweilig dessen Nebentempel.

## Anlage
Man betritt die kleine Tempelanlage von Süden her durch das Tempeltor (山門, Sammon; 1), hat dann zur Linken die Haupthalle (本堂, Hondō; 2) vor sich und zur Rechten die Halle, die dem Tempelgründer gewidmet ist, die Daishidō (大師堂; 3). Etwas versteckt dahinter steht der Glockenturm (鐘楼; Shōrō; 4). Für die Pilger gibt es im Westen ein Gästehaus (大日時宿坊, Dainichiji Shukubō; U) mit Restaurant.
Neben dem mächtigen, über 100 Jahre alten Baum steht die „Glückbringende Kannon“ (しあわせ観音).

## Bilder

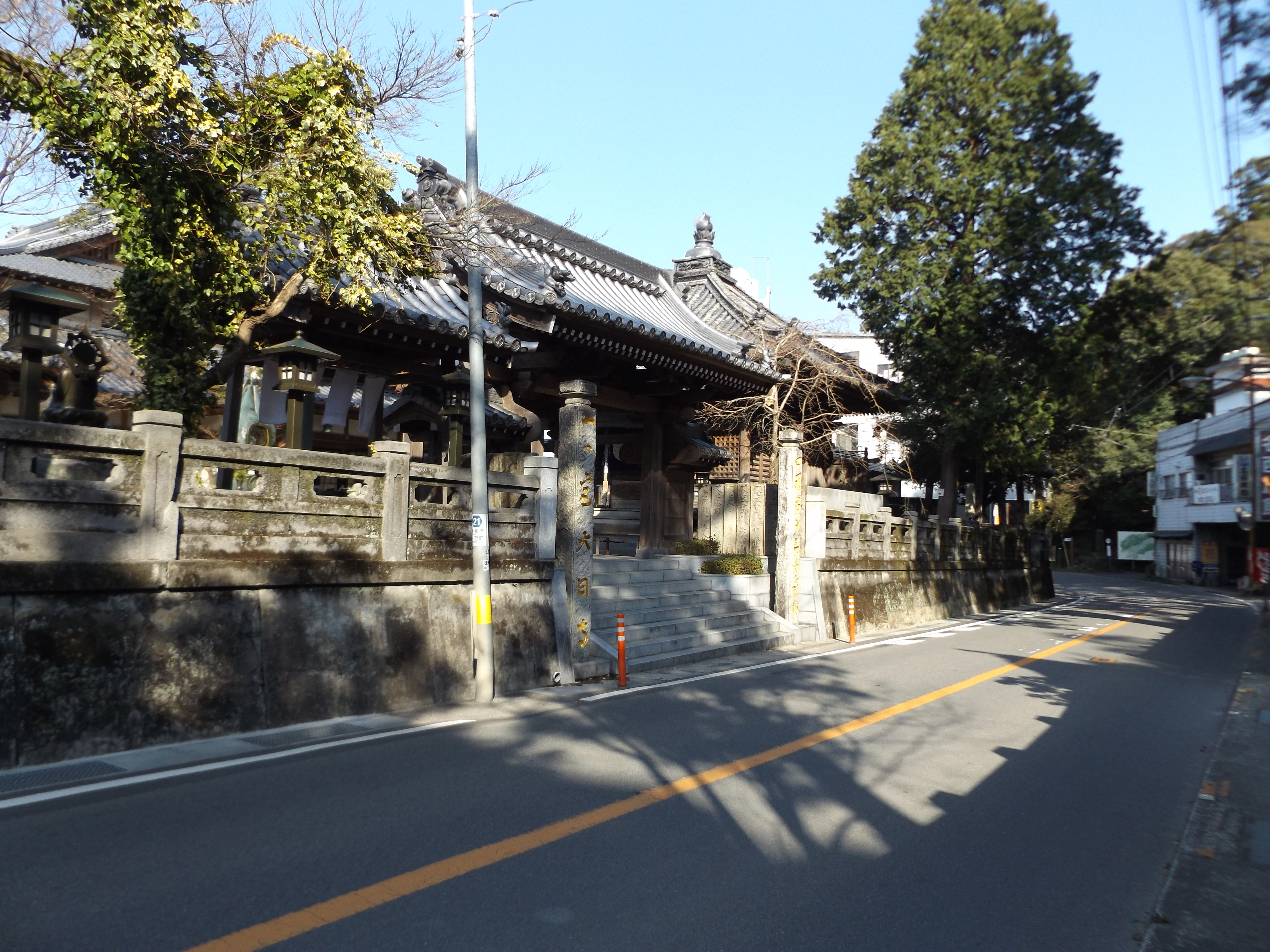
Straßenfront
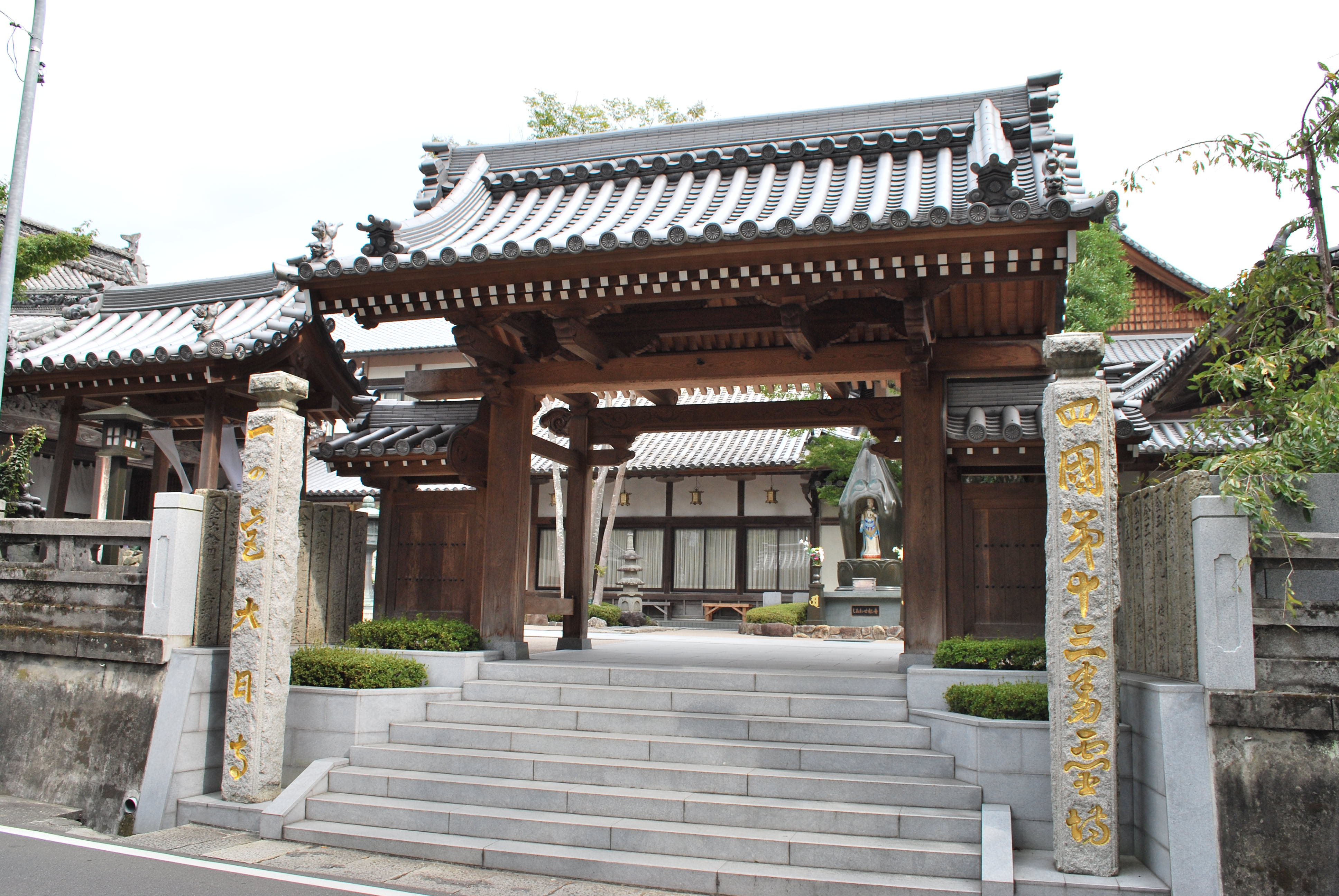
Tempeltor
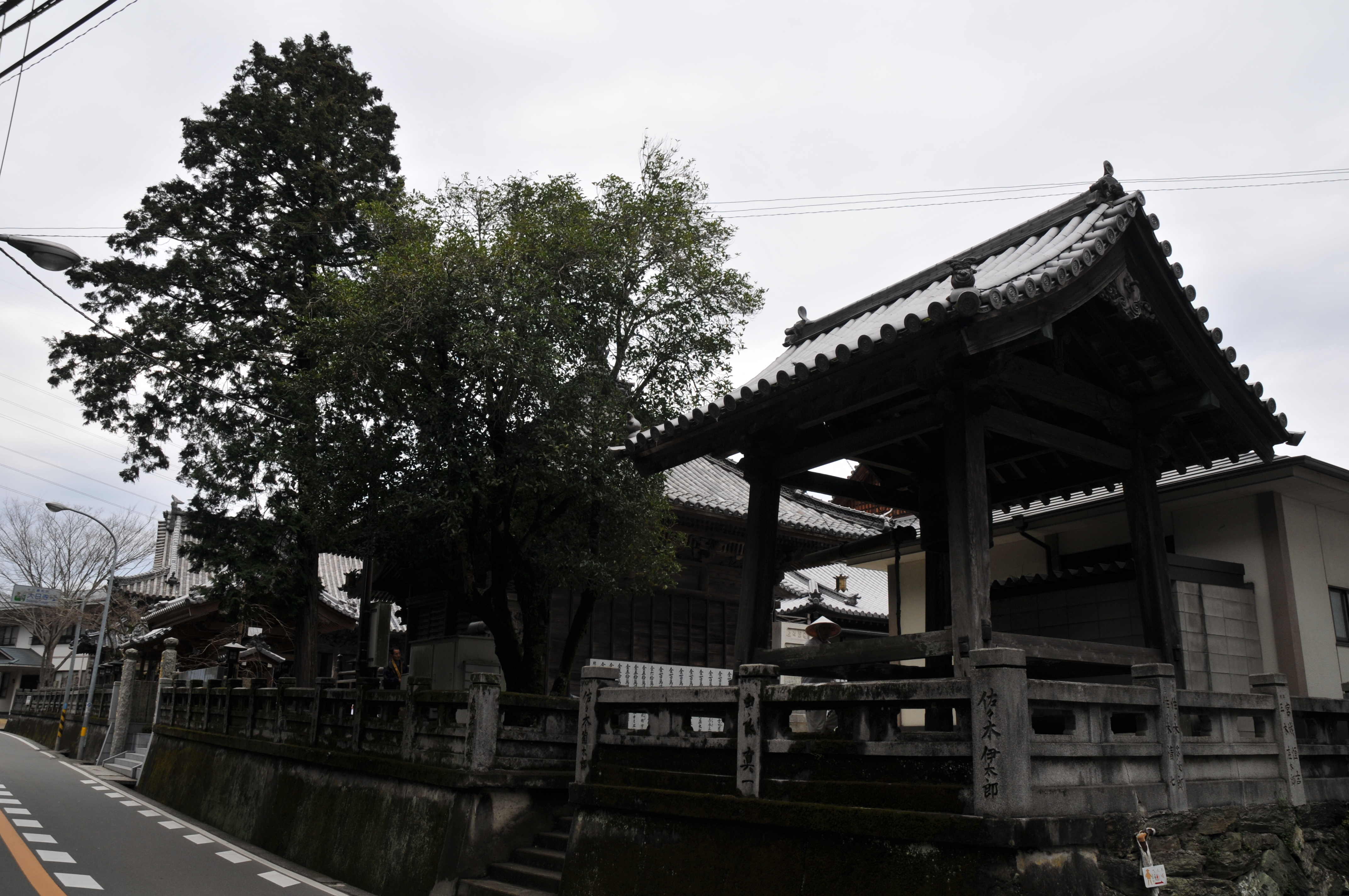
Tempelglocke
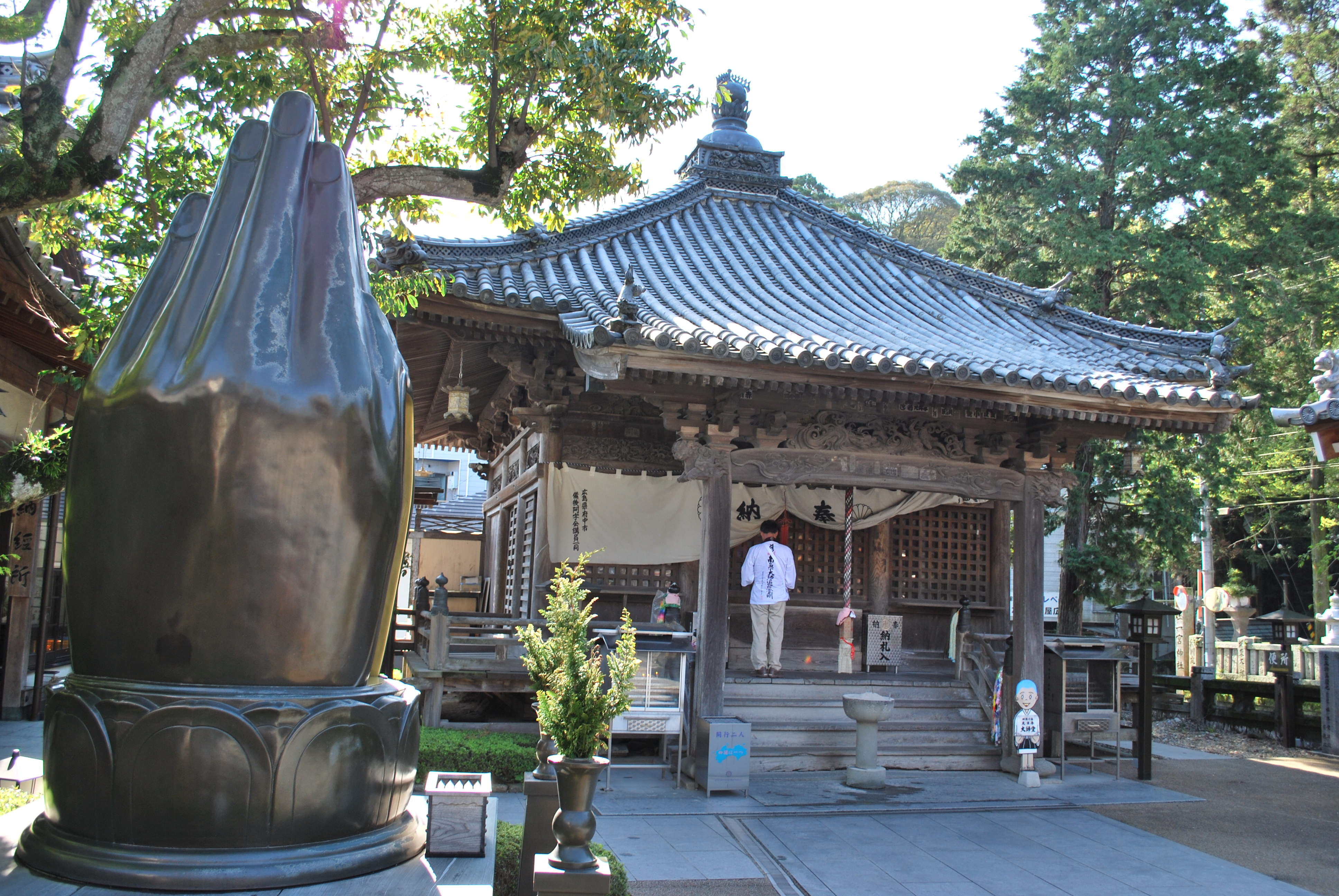
Daishidō